# Francesco Calogero
Francesco Calogero (né le 6 février 1935) est un physicien italien, actif dans la communauté des scientifiques concernés par le désarmement nucléaire.

## Biographie
Né le 6 février 1935, il est le fils du philosophe Guido Calogero. Après la condamnation de son père à "l'exil national" par la police fasciste, Francesco Calogero passe plus d'un an (1942) à Scanno, petit village italien. Après la Seconde Guerre mondiale, Calogero est diplômé de l'Université de Rome « La Sapienza », en février 1958. Il devient professeur de physique théorique, dans la même université en 1976.

## Recherche en physique
Ses principales recherches portent sur les problèmes intégrables à plusieurs corps. Plusieurs modèles à plusieurs corps solubles et équations aux dérivées partielles (PDE) d'évolution non linéaire portent le nom de Calogero dans la littérature de physique mathématique. Il formule également la conjecture de Calogero selon laquelle le comportement quantique est causé par la composante stochastique du champ gravitationnel local en raison de la composante chaotique du mouvement de toutes les particules de l'Univers en raison de leur interaction gravitationnelle mutuelle. Il introduit également un nouvel algorithme différentiel pour évaluer tous les zéros de tout polynôme générique de degré arbitraire.
Pour ses contributions dans le domaine des modèles exactement solubles en mécanique statistique et en physique à plusieurs corps, Calogero est co-récipiendaire du prix Dannie Heineman 2019 de la Société américaine de physique pour la physique mathématique, aux côtés de T. Bill Sutherland et Michel Gaudin . En 2019, il reçoit du président de la République italienne Sergio Mattarella le "Prix du président de la République italienne", décerné tous les deux ans à un scientifique et à un humaniste par l'Accademia Nazionale dei Lincei, la principale Académie italienne.

## Activisme pour la paix
Calogero est secrétaire général des Conférences Pugwash sur la science et les affaires mondiales de 1989 à 1997, et de 1997 à 2002 en tant que président du Conseil Pugwash, dont il est toujours membre "ex-officio". Il publie (en italien et en anglais --- certains avec des co-auteurs) près de 400 articles et plusieurs livres sur les affaires mondiales.
Il est membre du conseil d'administration de l'Institut international de recherche sur la paix de Stockholm de 1982 à 1992.
Il accepte au nom de Pugwash le prix Nobel de la paix 1995, décerné conjointement à Pugwash et à Joseph Rotblat (Oslo, 10 décembre 1995).